# Prazjskaja
Prazjskaja (Russisch: Пражская uitspraakⓘ) is een station aan de Serpoechovsko-Timirjazevskaja-lijn van de Moskouse metro.

## Geschiedenis
Het station is genoemd naar de Tsjechische hoofdstad Praag omdat het, in het kader van een uitwisseling, tussen 1977 en 1985 gebouwd is door Tsjechoslowaakse architecten. De uitwisseling, die plaatsvond als blijk van waardering voor de vriendschap tussen beide landen, betekende ook dat Russische architecten een pylonenstation in Sovjetstijl bouwden aan lijn B van de Praagse metro. Het Praagse station werd 4 dagen voor de Moskouse tegenhanger geopend als Moskevská. Het station was 15 jaar lang het zuidelijke eindpunt van de lijn en ten zuiden van het perron liggen dan ook keersporen. Sinds de opening van Oelitsa Akademika Jangelja keren alleen nog spitstreinen bij Prazjskaja. De verwijzing naar de Russische hoofdstad verviel toen in 1990 het Praagse station werd omgedoopt in Anděl. In 2020 besloot Praag om het standbeeld voor Maarschalk Ivan Konev in het zesde district van Praag te verwijderen. De maatschappelijke raad van het Russische ministerie van defensie kwam daarop op 15 april 2020 met het voorstel om Prazjskaja om te dopen in Konevskaja ter ere van de Maarschalk. De plaatselijke regels van Moskou verhinderen dit voorstel.

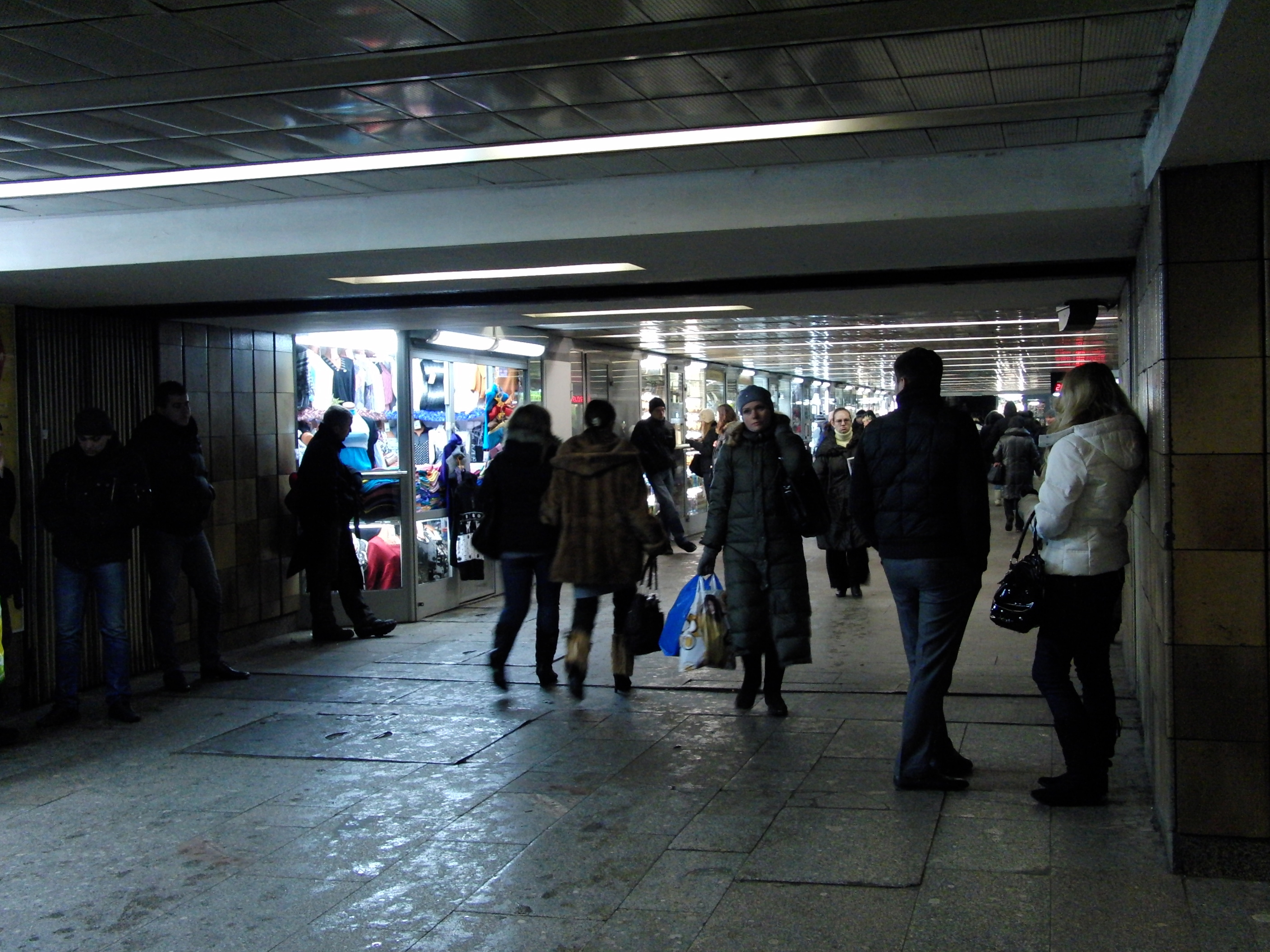
een van de tunnels tussen verdeelhal en de toegangen
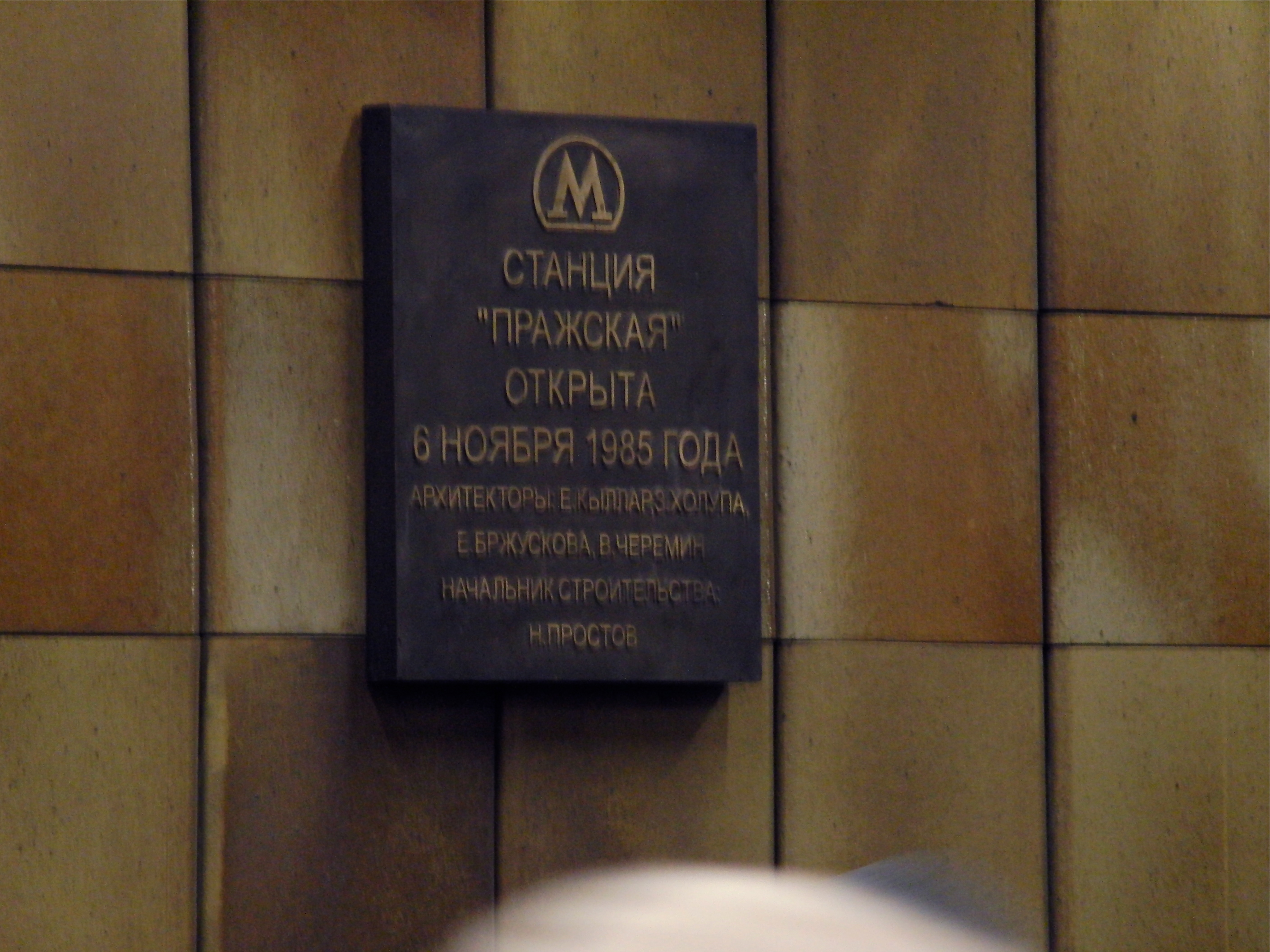
Het officiële naambord
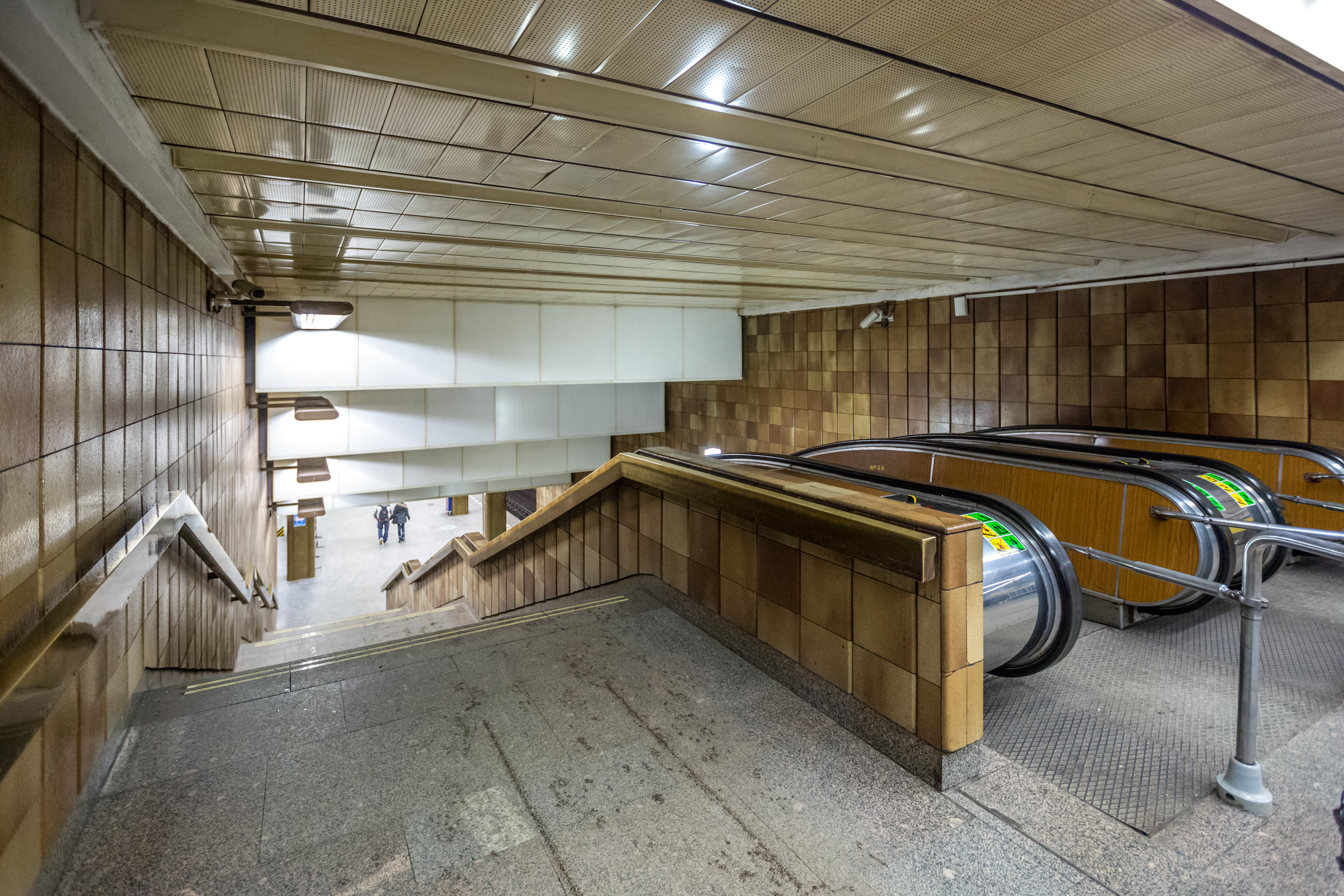
Tussen verdeelhal en perron

## Ontwerp en inrichting
Het ondiep gelegen zuilenstation ligt op 9,5 meter diepte voor de westgevel van winkelcentrum Columbus. De inrichting van het station valt uit de toon tussen de andere metrostations in Moskou omdat het ontworpen is door Tsjechoslowaakse architecten en ingenieurs die veel dingen van de Praagse metro overnamen. De ondergrondse verdeelhallen boven de sporen aan de noord respectievelijk zuid kant van het perron zijn met trappen en roltrappen verbonden met het perron. De noordelijke verdeelhal is via een voetgangerstunnel onder de Kirovgradskaja Oelitsa met toegangen aan weerszijden van die straat. De zuidelijke verdeelhal is via verschillende voetgangerstunnels verbonden met toegangsgebouwen op alle hoeken van het kruispunt van de Kirovgradskaja Oelitsa met de Oelitsa Krasnogo Majaka. Door de ligging van bushaltes bij de zuidelijke toegangen is de zuidelijke verdeelhal aanzienlijk drukker dan de noordelijke. Zowel de voetgangerstunnels, de toegangsgebouwen, de verdeelhallen als de tunnelwanden zijn bekleed met bruine tegels. De zuilen op het perron zijn bekleed met een goudkleurige beplating. Net als in Praag is er boven het perron een verlaagd wit plafond met verlichting terwijl het tunneldak boven de sporen zwart geschilderd is. Door het gebruik van geluidsabsorberende materialen in het plafond werd het geluid van de metro's gedempt. In de verdeelhal staan beelden die Praag symboliseren, in de voetgangerstunnel staat een beeld dat de Moldau voorstelt en voor de ingang staat een beeldengroep 'Intercosmos'. In de tweede helft van 2015  is de wand en plafond bekleding van de verdeelhal geheel vervangen waarbij het geluidsabsorberende plafond is verdwenen en ook het oorspronkelijke ontwerp werd aangetast.

## Reizigersverkeer
Bovengronds hebben meer dan twintig buslijnen een halte, deze buslijnen lopen vooral door Tsjertanovo en West Birjoelevo. Reizigers naar het stadscentrum kunnen op even dagen doordeweeks vanaf 5:43 uur de metro nemen, in het weekeinde is dit vier minuten later. Op oneven dagen is het altijd om 5:56 uur. In zuidelijke richting vertrekt op even dagen doordeweeks de eerste metro om 5:47 uur en in het weekeinde om 5:51 uur. Op oneven dagen is dit respectievelijk 5:45 uur en 5:47 uur.